# Uhland
Uhland é uma cidade localizada no estado norte-americano do Texas, no Condado de Caldwell e Condado de Hays.

## Demografia
Segundo o censo norte-americano de 2000, a sua população era de 386 habitantes.
Em 2006, foi estimada uma população de 422, um aumento de 36 (9.3%).

## Geografia
De acordo com o United States Census Bureau tem uma área de
4,7 km², dos quais 4,7 km² cobertos por terra e 0,0 km² cobertos por água. Uhland localiza-se a aproximadamente 171 m acima do nível do mar.

## Localidades na vizinhança
O diagrama seguinte representa as localidades num raio de 16 km ao redor de Uhland.